# Сошників
Со́шників — село у Вороньківській сільській громаді Бориспільського району Київської області, розташоване за 35 км від районного центру та за 36 км від залізничної станції Бориспіль.
Сошників — одне з мальовничих подніпровських сіл Бориспільського району. Природа розкидала щедрою рукою свої багатства навкруг села — соснові й дубові ліси, невелика річка Карань, що колись була судноплавною, а трохи північніше від села — чи не найбільші в Бориспільському районі суцільні масиви родючих земель, з якими нерозривно була пов'язана доля численних поколінь сошниківців.

## Історія
За народними переказами, село заснував козацький сотник. Зробити це 1455 року було неможливо, бо козацькі сотники  - це наступне, 16 століття. Спершу воно називалося Сотникове. Згодом ця назва змінилася на Сошників. У документах 1455 року згадується як «селище Сошників». За версією історика Андрія Стороженка, село отримало свою назву від імені першого жителя Сош, Сошко.
У середині XV ст., разом з багатьма іншими селами Лівобережжя, село було подароване київським князем Олельком Володимировичем боярину Олехну Сахновичу. Пізніше Сошників належав Марії Проскуриній-Сушанській та шляхтичам Лозкам.
За часів козаччини село відносилось до Першої сотні Переяславського полку Війська Запорозького, водночас було власністю Переяславського кафедрального монастиря.
За описом Київського намісництва 1781 року село відносилось до Переяславського повіту цього намісництва, і у ньому нараховувалось: 20 хат — виборних козаків, 37 хат — козаків підпомічників, 83 хати — посполитих, різночинських і козацьких підсусідків. Всього 140 хат.
За книгою Київського намісництва 1787 року у селі проживало 475 душ. Було у володінні різного звання «казених людей» і козаків.
З ліквідацією Київського намісництва село як і увесь Переяславський повіт перейшло до складу Полтавської губернії.
Є на мапі 1812 року.
За відомостями 1859 року, у Сошникові налічувалося 168 дворів з 1423 жителями.
Після встановлення нового територіального устрою в Лівобережній Україні, починаючи з другої половини ХІХ ст., Сошників підпорядковувався Ковалинському волосному правлінню (пізніше він називався Єрківецькою волостю, коли волосний центр перейшов у Єрківці).
У 1920-х роках Сошників належав до Рогозівського району Київської округи УРСР. За даними перепису 1926 року, у Сошникові проживало 3150 осіб, а разом з хуторами Сошниківської сільради Гути, Закаранці, Демиденково, Левади — 3296 осіб.
За період колективізації в селі були створені колгоспи «Іскра», «Перебудова» та «8 Березня», які були в основному зерно-молочного напряму. Загально відомо, що селяни відмовлялися добровільно працювати у таких господарствах, тому їх змушували туди йти шляхом штучного масового голоду. У роки голодомору (1932-33 років) у Сошникові померло від голоду 343 людини (в 1992 році на кошти, зібрані жителями села, на сільському кладовищі був споруджений меморіальний комплекс пам’яті померлих від голоду односельців). 

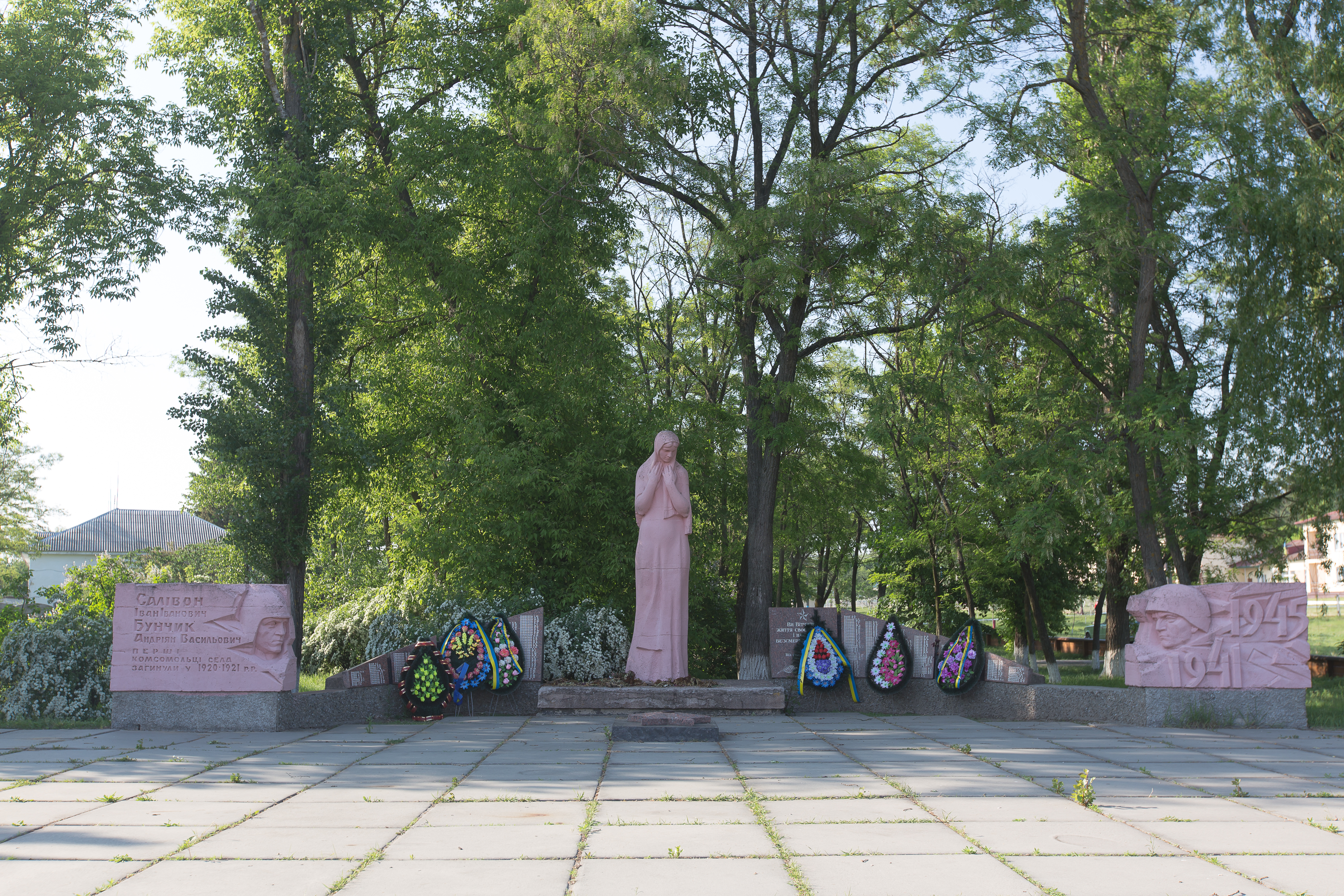
Меморіал Загиблим у Німецько-радянській війні с. Сошників. Травень 2015 р.

18 вересня 1941 року, під час німецько-радянської війни передові частини військ Вермахту, що наступали з напряму Єрківців, вдерлися в село, але 19 вересня червоноармійці вибили їх і утримували село три доби. В ці дні від бомб німецької авіації згоріли господарства 4 сошниківців і два колгоспні сараї. З окупацією села німці встановили свою владу, призначили старосту, коменданта, поліцаїв і відновили роботу колгоспів.
У листопаді 1941 року окупанти арештували 20 чоловік, відвезли їх до Борисполя де були розстріляні 7 жителів села: Мелешко Пилип Петрович, Мишко Максим Юхимович, Поладько Михайло Михайлович, Поладько Терентій Михайлович, Саливон Ларіон Семенович, Саливон Прохор Григорович, Охріменко Онопрій Іванович (поховані в великій братській могилі на околоці Борисполя). Звірства були і в селі. Заживо були закопані на території радгоспу Мележик Терешко та Мележик Степан, вбиті або закатовані Прядко Григорій, Саливон Григорій, Тригуб Кирило, Храпко Сергій, Сова Хома… За два роки окупації німцями було вбито чи закатовано 35 сошниківців. Багато хлопців і дівчат відправлено на примусові роботи до Німеччини, що врятувало багатьом чоловікам життя. Так, 29 квітня 1943 року було вивезено 20 чоловіків, 26 липня 6 дівчат, 27 липня 6 хлопців. Під час втечі з поїзда німцями розстріляно Мишка Михайла Максимовича, Мележика Михайла Гавриловича. Не повернулися з Німеччини і вважаються такими, що загинули Олишевець Гаврило, Чекан Пилип, Штефан Григорій, Рижик Іван, Прядко Григорій.
В 1942—1943 роках в селі діяло 5 підпільних груп, більшість їх членів влилися в радянський партизанський загін імені Щорса.
22 вересня 1943 року частини РСЧА відвоювали село від нацистський сил. За роки війни Сошників вимушено направив у діючу радянську армію понад 600 своїх синів і доньок. Тільки близько 200 із них повернулися живими додому. Прізвища 406 односельців, які загинули у вирі війни, викарбувані на гранітних плитах меморіального комплексу в центрі села. У братській могилі, що поряд з школою, поховано 57 воїнів, а ще більше в могилах на сільському цвинтарі.
У післявоєнні роки господарство Сошникова було відділком радгоспу «Сошниківський» з центральною садибою в селі Старому. Відділок спеціалізувався на вирощуванні зернових, буряківництві та молочному тваринництві. У селі було два відділки Старинської птахофабрики, які спеціалізувалися на виробництві індичого м'яса.

## Інфраструктура, промисловість та об'єкти соціальної сфери

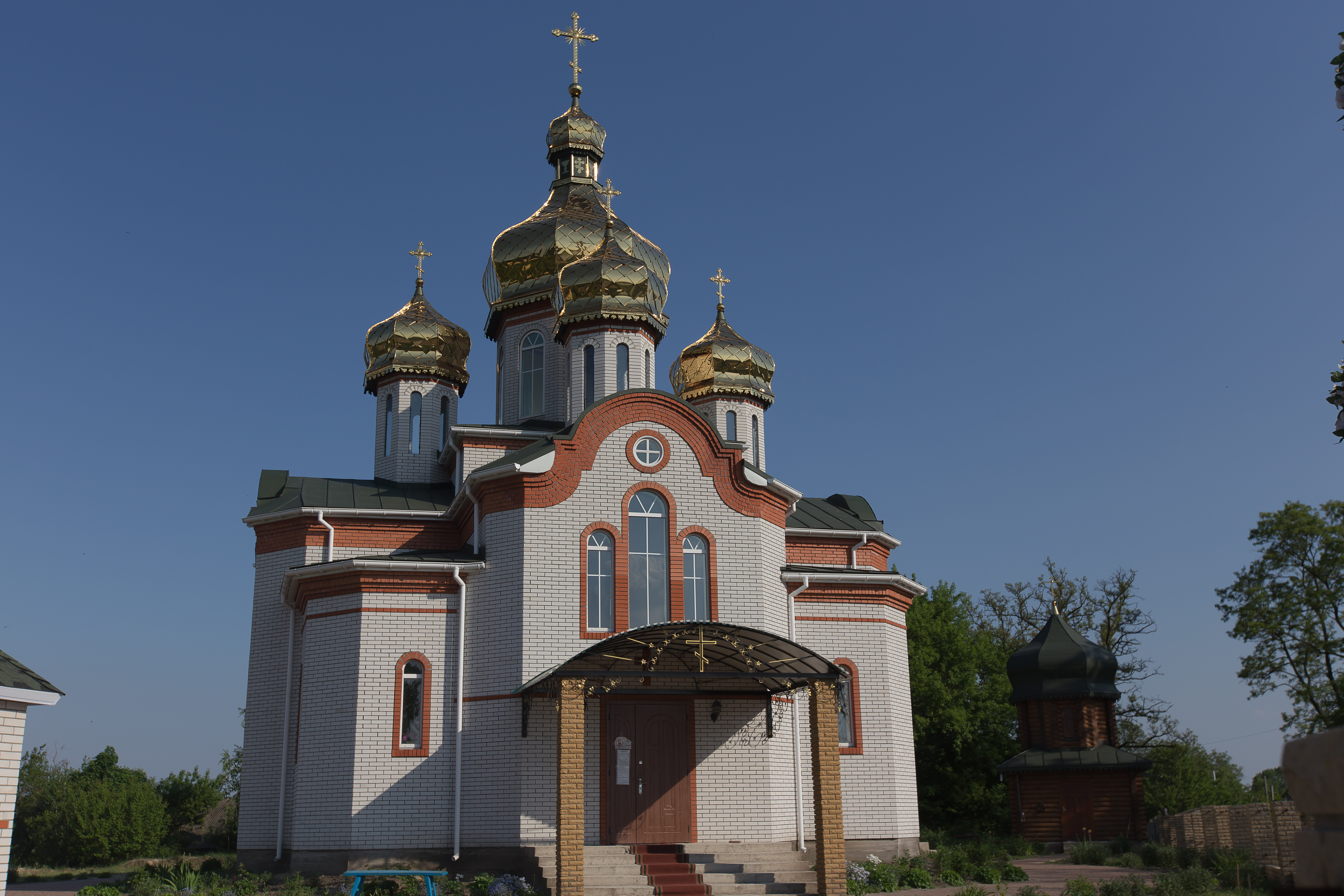
Церква Архистратига Михаїла у с. Сошників. Травень 2015 р.

Довгий час — село Сошників було центром власної сільської ради. Нині село Сошників знаходиться в складі Вороньківської сільської громади. В ньому працює загально-середня школа 1-111 ступенів з 2008 року у новому приміщенні. У селі є медична амбулаторія загальної практики сімейної медицини, бібліотека, 8 магазинів, кафе-бар «Мрія», днз «Іскорка».
На території колишньої сільської ради розміщене ДП «Ржищівський військовий лісгосп», ТОВ АФ «Сошників плюс», ПК АНТ Україна, який займається виготовленням пиломатеріалів та щепи, 4 фермерських господарства, п.п. «Спрінт-К», будинок культури де діє хор «Живиця».
Всі будівлі села електрифіковані, вулиці мають нічне освітлення, діє мережа центрального водо та газопостачання.
У 2014 році в селі була побудована нова церква Архистратига Михаїла, що діє у конфесії Православної церкви України

## Відомі сошниківці
- Миронова Єлизавета Федорівна — майстриня народного пензля

### Поховані
- Мисник Іван Олександрович (20.06.1994 - 21.07.2016) - солдат 72 ОМБр, учасник російсько-української війни

## Очільники сільської ради
З повоєнних років сільську раду очолювали:
- 1943—1946 — Недождій Юхим;
- 1946—1950 — Тригуб Володимир Іванович;
- 1951 рік — Коломієць Петро Андрійович;
- 1952 рік — Голіяд Степан Сергійович;
- 1953 — Тригуб Ігор Іванович;
- 1954—1955 — Шилофіст Прокіп Петрович;
- 1956—1962 — Швед Павло Микитович;
- 1963—1965 — Крохмаль Євдокія Сергіївна;
- 1966—1967 — Коломієць Іван Якович;
- 1968—1976 — Штефан Павло Карпович;
- 1977—1987 — Демидовський Іван Сергійович;
- 1987—2002 — Олишевець Петро Юхимович;
- 2002—2010 — Голіяд Олександр Іванович;
- з 2010 року Іщенко Олександр Миколайович.

## Природно-заповідний фонд

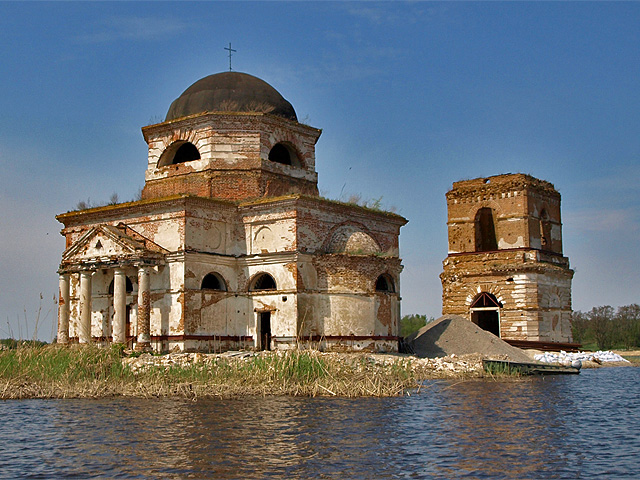
Преображенська церква в урочищі Гусинці. Травень 2010 р.

На території сільської ради розташоване урочище «Гусинці» — збережена частина однойменного затопленого водами Канівського водосховища села зі збереженою знаменитою Затопленою церквою. В селі розташована ботанічна пам'ятка природи «Катеринин дуб».

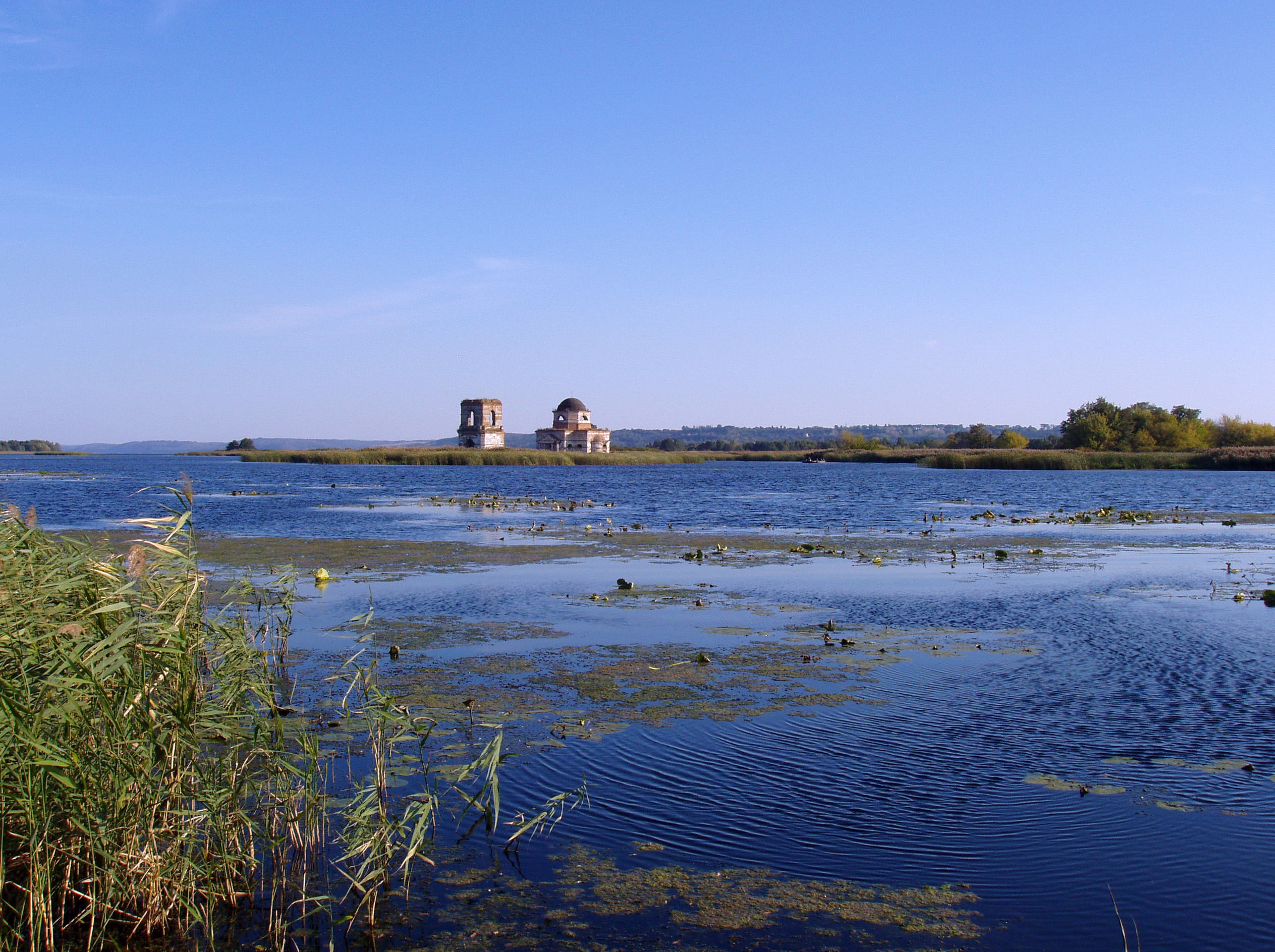
Бориспільські острови. Жовтень 2009 р.

В межах акваторії та каскаду островів річки Дніпро на південний захід та на південь від села розташований ландшафтний заказник місцевого значення «Бориспільські острови».